# Chromis leucura
Chromis leucura és una espècie de peix de la família dels pomacèntrids i de l'ordre dels perciformes. Pot assolir fins a 7 cm de longitud total.
Es troba a les Hawaii, les Illes Marqueses, les Illes Ryukyu, Maurici i Reunió.